# Рашчани
Рашчани (хорв. Rašćani) — населений пункт у Хорватії, в Копривницько-Крижевецькій жупанії у складі громади Светі-Іван-Жабно.

## Населення
Населення за даними перепису 2011 року становило 130 осіб.
Динаміка чисельності населення поселення: